# Cheilosia aenigmatosa
Cheilosia aenigmatosa är en tvåvingeart som beskrevs av Barkalov 1993. Cheilosia aenigmatosa ingår i släktet örtblomflugor, och familjen blomflugor. Inga underarter finns listade i Catalogue of Life.